# Mistrzostwa Włoch w Skokach Narciarskich 2018
Mistrzostwa Włoch w Skokach Narciarskich 2018 – zawody rozegrane 20 października 2018 na skoczni normalnej Trampolino Dal Ben w Predazzo w celu wyłonienia mistrzów Włoch w skokach narciarskich. Obrońcami tytułu sprzed roku byli Davide Bresadola oraz Manuela Malsiner.
Wśród mężczyzn tytuł po raz drugi w karierze zdobył Alex Insam, wyprzedzając o punkt obrońcę tytułu oraz o 14,5 punktu Federico Cecona. U kobiet zwyciężyła młodsza siostra zwyciężczyni z 2017, Lara, która wyprzedziła Veronikę Gianmoenę i Annikę Sieff.

## Wyniki

### Mężczyźni – 20 października 2018 – HS104
| Msc.  | Zawodnik            | Klub          | I seria | II seria | Punkty |
| ----- | ------------------- | ------------- | ------- | -------- | ------ |
| 1.    | Alex Insam          | Fiamme Oro    | 98,5 m  | 93,5 m   | 234,0  |
| 2.    | Davide Bresadola    | Esercito      | 96,0 m  | 96,0 m   | 233,0  |
| 3.    | Federico Cecon      | Fiamme Gialle | 94,5 m  | 91,5 m   | 219,5  |
| 4.    | Sebastian Colloredo | Fiamme Gialle | 92,5 m  | 88,5 m   | 211,0  |
| 5.    | Francesco Cecon     | Bachmann      | 92,5 m  | 87,5 m   | 205,5  |
| 6.    | Giovanni Bresadola  | Monte Giner   | 88,5 m  | 91,0 m   | 205,0  |
| 7.    | Gabriele Zambelli   | Monte Giner   | 85,5 m  | 88,5 m   | 193,0  |
| 7.    | Gabriel Maierhofer  | Fiamme Gialle | 87,5 m  | 87,0 m   | 193,0  |
| 9.    | Daniel Moroder      | SC Gardena    | 84,0 m  | 84,5 m   | 179,5  |
| 10.   | Giulio Bezzi        | Monte Giner   | 83,5 m  | 84,0 m   | 179,0  |
| . . . |                     |               |         |          |        |

### Kobiety – 20 października 2018 – HS104
| Msc. | Zawodniczka        | Klub        | I seria | II seria | Punkty |
| ---- | ------------------ | ----------- | ------- | -------- | ------ |
| 1.   | Lara Malsiner      | SC Gardena  | 95,0 m  | 98,0 m   | 228,5  |
| 2.   | Veronika Gianmoena | US Lavazè   | 81,5 m  | 78,0 m   | 159,0  |
| 3.   | Annika Sieff       | US Lavazè   | 80,0 m  | 78,0 m   | 155,0  |
| 4.   | Giada Tomaselli    | Monte Giner | 70,5 m  | 71,5 m   | 118,0  |
| 5.   | Arianna Sieff      | US Lavazè   | 69,0 m  | 70,5 m   | 113,5  |
| 6.   | Lena Prinoth       | SC Gardena  | 70,5 m  | 70,0 m   | 111,5  |
| 7.   | Jessica Malsiner   | SC Gardena  | 66,5 m  | 64,0 m   | 98,0   |